# Сортавальский район
Сортава́льский муниципа́льный райо́н — муниципальное образование (муниципальный район) в составе Республики Карелия России.
В рамках административно-территориального устройства, оно расположено на территории города республиканского значения Сортавала с подчинёнными ему населёнными пунктами.
Административный центр — город Сортавала.

## География
Расположен на северном берегу Ладожского озера. Граничит с:
- Лахденпохским районом;
- Питкярантским районом;
- Суоярвским районом;
- Финляндией.

Входит в исторический регион Северное Приладожье. На территории района расположена часть ладожских шхер.

## Климат
Климат мягкий, умеренно континентальный. Средняя температура января −9.1 °C, июля +15.9 °C.

## История
В июле 1940 года на части территории, перешедшей к СССР от Финляндии после советско-финской зимней войны, был образован Сортавальский район. Кроме него, указами Верховного Совета КФССР от 9 и 27 июля на новой территории были образованы также Выборгский, Приозерский, Куркийокский, Питкярантский, Суоярвский и Яскинский районы.
23 мая 1957 года к Сортавальскому району была присоединена часть территории упразднённого Питкярантского района, а 12 августа 1958 года — Куркийокский район.
В ноябре 1962 года пленум ЦК КПСС принял решение о перестройке партийного руководства народным хозяйством. Вслед за этим с декабря 1962 года по февраль 1963 года в Карельской АССР было проведено новое районирование — укрупнили сельские районы и образовали промышленные. Согласно указу Президиума Верховного Совета РСФСР от 1 февраля 1963 года было образовано 6 промышленных районов: Беломорский, Кемский, Кондопожский, Пудожский, Сегежский, Суоярвский и 4 сельскохозяйственных района — Медвежьегорский, Олонецкий, Приладожский, Прионежский. Сортавальский район был преобразован в Приладожский сельский район.
Однако уже в ноябре 1964 года пленум ЦК КПСС принял решение о возврате к территориально-производственному принципу построения партийных организаций и руководящих парторганов. В январе 1965 года парткомы были ликвидированы, районы Карелии восстановлены в прежних границах, а с ними воссозданы и райкомы партии. Так 12 января 1965 года Приладожский район был преобразован обратно в Сортавальский.
Согласно постановлению Верховного Совета Карельской АССР от 22 декабря 1970 года Сортавальский район был упразднён, а на его месте образован Лахденпохский район с центром в городе Лахденпохья. При этом 1 января 1970 года Сортавала стала городом республиканского значения.
С 2003 по 2006 год в России проходила муниципальная реформа. В Республике Карелия закон «О муниципальных районах Республики Карелия» был принят в 2004 году. По этому закону территория, подчиненная Сортавальскому городскому совету, стала носить название «Сортавальский муниципальный район».
В рамках административно-территориального устройства, соответствующая административно-территориальная единица сохранила статус города республиканского значения Сортавала (с подчинёнными ему населёнными пунктами).

## Население
| 1959    | 1970    | 1979    | 1989    | 2002    | 2009    | 2010    | 2011    | 2012    |
| ------- | ------- | ------- | ------- | ------- | ------- | ------- | ------- | ------- |
| 72 848  | ↘30 804 | ↗36 761 | ↗38 004 | ↘35 596 | ↘33 070 | ↘32 287 | ↘32 260 | ↘32 159 |
| 2013    | 2014    | 2015    | 2016    | 2017    | 2018    | 2019    | 2020    | 2021    |
| ↘31 800 | ↘31 546 | ↘31 421 | ↘31 246 | ↘31 189 | ↘31 039 | ↘30 914 | ↘30 598 | ↘24 121 |
| 2023    |         |         |         |         |         |         |         |         |
| ↘23 825 |         |         |         |         |         |         |         |         |

Согласно прогнозу Минэкономразвития России, численность населения будет составлять:
- 2024 — 30,68 тыс. чел.
- 2035 — 29,74 тыс. чел.

### Урбанизация
В городских условиях (город Сортавала, пгт Хелюля и Вяртсиля) проживают 78.57 % населения муниципального района.

### Национальный состав
По итогам переписи населения 2020 года проживали следующие национальности (национальности менее 0,1 % и другое, см. в сноске к строке «Другие»):
| Национальность | Численность, чел. | Доля     |
| -------------- | ----------------- | -------- |
| Русские        | 18 966            | 78,63 %  |
| Белорусы       | 640               | 2,65 %   |
| Карелы         | 380               | 1,58 %   |
| Украинцы       | 312               | 1,29 %   |
| Финны          | 84                | 0,35 %   |
| Татары         | 70                | 0,29 %   |
| Армяне         | 59                | 0,24 %   |
| Чуваши         | 25                | 0,10 %   |
| Поляки         | 25                | 0,10 %   |
| Другие         | 3560              | 14,77 %  |
| Итого          | 24 121            | 100,00 % |

## Муниципальное устройство
В состав муниципального района входят 4 муниципальных образования, в том числе 2 городских поселения и 2 сельских поселения:
| № | Муниципальное образование          | Административный центр | Количество населённых пунктов | Население (чел.) | Площадь (км²) |
| - | ---------------------------------- | ---------------------- | ----------------------------- | ---------------- | ------------- |
| 1 | Сортавальское городское поселение  | город Сортавала        | 14                            | ↘17 930          | 296,21        |
| 2 | Вяртсильское городское поселение   | пгт Вяртсиля           | 1                             | ↘2086            | 92,97         |
| 3 | Кааламское сельское поселение      | посёлок Кааламо        | 20                            | ↘2106            | 922,00        |
| 4 | Хаапалампинское сельское поселение | посёлок Хаапалампи     | 15                            | ↘1703            | 878,54        |

С декабря 2004 до июля 2020 года функционировало Хелюльское городское поселение, упразднённое в пользу Сортавальского городского поселения.

## Населённые пункты
В Сортавальский муниципальный район входят (городу республиканского значения подчинены) 50 населённых пунктов:
| №  | Населённый пункт                    | Тип      | Население | Муниципальное образование          |
| -- | ----------------------------------- | -------- | --------- | ---------------------------------- |
| 1  | Алалампи                            | станция  | ↘7        | Кааламское сельское поселение      |
| 2  | Валаам                              | посёлок  | ↗466      | Сортавальское городское поселение  |
| 3  | Вуорио                              | посёлок  | ↗58       | Хаапалампинское сельское поселение |
| 4  | Вяртсиля                            | пгт      | ↘2086     | Вяртсильское городское поселение   |
| 5  | Заозёрный                           | посёлок  | ↘484      | Хаапалампинское сельское поселение |
| 6  | Заречье                             | посёлок  | ↗49       | Сортавальское городское поселение  |
| 7  | Кааламо                             | посёлок  | ↘1221     | Кааламское сельское поселение      |
| 8  | Кекоселькя                          | посёлок  | →3        | Кааламское сельское поселение      |
| 9  | Киркколахти                         | посёлок  | ↘9        | Кааламское сельское поселение      |
| 10 | Кирьявалахти                        | посёлок  | ↘1        | Кааламское сельское поселение      |
| 11 | Контиолахти                         | посёлок  | →1        | Кааламское сельское поселение      |
| 12 | Красная Горка                       | посёлок  | ↘78       | Сортавальское городское поселение  |
| 13 | Куконваара                          | посёлок  | →0        | Кааламское сельское поселение      |
| 14 | Куокканиэми                         | посёлок  | ↘76       | Хаапалампинское сельское поселение |
| 15 | Лавиярви                            | посёлок  | ↗20       | Хаапалампинское сельское поселение |
| 16 | Ламберг                             | посёлок  | ↘77       | Сортавальское городское поселение  |
| 17 | Лахденкюля                          | посёлок  | ↘58       | Сортавальское городское поселение  |
| 18 | Леппяселькя                         | посёлок  | ↘10       | Кааламское сельское поселение      |
| 19 | Маткаселькя                         | посёлок  | ↘70       | Кааламское сельское поселение      |
| 20 | Мейери                              | посёлок  | ↗39       | Хаапалампинское сельское поселение |
| 21 | Ниэмелянхови                        | посёлок  | ↗214      | Хаапалампинское сельское поселение |
| 22 | Нукутталахти                        | посёлок  | ↗26       | Сортавальское городское поселение  |
| 23 | Отраккала                           | посёлок  | →4        | Кааламское сельское поселение      |
| 24 | Оявойс                              | посёлок  | ↘8        | Сортавальское городское поселение  |
| 25 | Партала                             | посёлок  | ↘407      | Кааламское сельское поселение      |
| 26 | Пирттипохья                         | станция  | →0        | Кааламское сельское поселение      |
| 27 | Пуйккола                            | посёлок  | ↘410      | Кааламское сельское поселение      |
| 28 | Рантуэ                              | посёлок  | ↘29       | Сортавальское городское поселение  |
| 29 | Раутакангас                         | посёлок  | →19       | Сортавальское городское поселение  |
| 30 | Рауталахти                          | посёлок  | ↘2        | Хаапалампинское сельское поселение |
| 31 | Реускула                            | посёлок  | ↘30       | Хаапалампинское сельское поселение |
| 32 | Рускеала                            | посёлок  | ↘659      | Кааламское сельское поселение      |
| 33 | Рюттю                               | посёлок  | ↘84       | Кааламское сельское поселение      |
| 34 | Саханкоски                          | посёлок  | →0        | Кааламское сельское поселение      |
| 35 | Сортавала                           | город    | ↘14 787   | Сортавальское городское поселение  |
| 36 | Суйкка                              | хутор    | →0        | Кааламское сельское поселение      |
| 37 | Тарулинна                           | посёлок  | →20       | Хаапалампинское сельское поселение |
| 38 | Токкарлахти                         | посёлок  | ↗58       | Сортавальское городское поселение  |
| 39 | Туокслахти                          | посёлок  | ↗126      | Хаапалампинское сельское поселение |
| 40 | Туоксъярви                          | посёлок  | ↘2        | Хаапалампинское сельское поселение |
| 41 | Уусикюля                            | посёлок  | →2        | Хаапалампинское сельское поселение |
| 42 | участка № 1 совхоза «Сортавальский» | посёлок  | ↗43       | Хаапалампинское сельское поселение |
| 43 | Хаапалампи                          | посёлок  | ↘869      | Хаапалампинское сельское поселение |
| 44 | Ханки                               | местечко | ↘27       | Кааламское сельское поселение      |
| 45 | Ханнуккаланмяки                     | посёлок  | ↘7        | Кааламское сельское поселение      |
| 46 | Хелюля                              | пгт      | ↘1847     | Сортавальское городское поселение  |
| 47 | Хелюля                              | село     | ↘668      | Сортавальское городское поселение  |
| 48 | Хотинлахти                          | посёлок  | ↘229      | Хаапалампинское сельское поселение |
| 49 | Хюмпеля                             | посёлок  | →282      | Сортавальское городское поселение  |
| 50 | Яккима                              | местечко | ↘37       | Кааламское сельское поселение      |

## Местное самоуправление
Главы района — председатели Совета
- с 16 октября 2013 года — Сергей Владимирович Крупин[33].
- с 20 ноября 2020 года — Роман Николаевич Гулевич

Главы администрации
- Тхоржевский Алексей Алексеевич — председатель Исполкома Приладожского района Совета народных депутатов 1966—1967 г.
- Михайлов Александр Павлович — Председатель Исполкома Сортавальского городского Совета народных депутатов 1970—1985 г.
- Довбня Валерий Егорович — Председатель Исполкома Сортавальского городского Совета народных депутатов 1985—1990 г.
- Варья Валерий Альбертович — Глава местного самоуправления г. Сортавала 1990—2002 г.
- Рыжков Сергей Васильевич — Глава Сортавальского муниципального образования 2002—2006 г.
- Кузнецов Владимир Викторович — Глава Сортавальского муниципального района 2006—2009 г.[34]
- 2009—2023 — Леонид Петрович Гулевич, ранее (с 4 декабря 2007 года) занимавший должность первого заместителя главы администрации[33].
- с 2023 года — (и. о.) Елена Константиновна Иванова

## Экономика
Основными отраслями экономики района являются лесозаготовка, деревообработка и промышленность строительных материалов.

## Районная газета
Первый номер районной газеты «Красное знамя» вышел в свет в октябре 1940 года. В 1994—1997 годах газета выходила под названием «Ладога/Laatokka», в 1997—2005 годах под названием «Ладога». С февраля 2005 года выходит под названием «Ладога—Сортавала».

## Достопримечательности
На территории района более 540 памятников историко-культурного наследия.
- Сортавала
  - Памятники архитектуры XIX—XX вв
  - Памятник карельским рунопевцам
  - Музей Северного Приладожья
  - Выставочный зал работ Кронида Гоголева
- Рускеальские водопады
- Рускеальские мраморные карьеры
- о. Валаам и Валаамский монастырь